# Treffléan
Treffléan är en kommun i departementet Morbihan i regionen Bretagne i nordvästra Frankrike. Kommunen ligger i kantonen Elven som tillhör arrondissementet Vannes. År 2022 hade Treffléan 2 531 invånare.

## Befolkningsutveckling
Antalet invånare i kommunen Treffléan
| Referens: INSEE |